# Towarzystwo Rolnicze Krakowskie
Towarzystwo Rolnicze Krakowskie (także c. k. Towarzystwo Rolnicze w Krakowie) (TRK niem. K. K. galizische Landwirtschafts-Gesellschaft in Krakau) – działające w latach 1845-1919 w zachodniej Galicji stowarzyszenie gospodarcze propagujące modernizację i postęp w rolnictwie

## Powstanie i działalność
Zostało zawiązane 10 listopada 1845 na zjeździe 17 ziemian w Krakowie jako Komitet Gospodarczo-Rolniczy na czele z Wincentym Darowskim. Jego statut został zatwierdzony 30 grudnia 1845 przez Senat Wolnego Miasta Krakowa. Po nieudanym powstaniu krakowskim (1846) i włączeniu Krakowa do zaboru austriackiego w 1847 r. zmieniono nazwę na Towarzystwo Gospodarczo-Rolnicze w Krakowie. Pod tą nazwą działało do roku 1882 i objęło działalnością zachodnią Galicję (24 powiaty), we wschodniej działała od 1845 analogiczna organizacja pod nazwą Galicyjskie Towarzystwo Gospodarskie. Ze względu na profil obydwie organizacje ze sobą rywalizowały. 4 lipca 1850 statut Towarzystwa został zatwierdzony postanowieniem cesarza Franciszka Józefa I. Zadaniem stowarzyszenia było propagowanie postępu i modernizacji w rolnictwie. Początkowo zrzeszało ziemian, administratorów i dzierżawców dużych gospodarstw rolnych. Przy końcu wieku otwarło się na chłopów, których zaczęto przyjmować do organizacji. W tym czasie przyjmowano także kółka rolnicze – wg danych z 1911 stowarzyszenie zrzeszało 325 kółek. W pierwszej ćwierci XIX wieku Towarzystwo szybko rozwijało się, w 1861 liczyło 760 osób, w 1901 – 989, zaś w 1913 osiągnęło liczbę 4,7 tysiąca członków, w większości chłopów. Od lat 70. XIX wieku fundusze na działalność stowarzyszenia czerpano głównie z subwencji władz autonomicznych i państwowych, w 1906 dotacje te stanowiło 230 000 koron, tj. 85% budżetu organizacji.
Początkowo chcąc propagować idee statutowe Towarzystwo nawiązało współpracę z dziennikiem "Czas" który zgodził się w 1850 na wydawanie raz w miesiącu dodatku poświęconego przemysłowi, rolnictwu i technologii gospodarskiej. Ostatecznie w drugiej połowie 1850 r. ukazało się 6 numerów Dodatku (15. każdego miesiąca). Jednakże nowe przepisy z początku 1851 utrudniły wydawanie dodatków przy dziennikach wobec czego redakcja "Czasu zaprzestała wydawania wspomnianego Dodatku. Mimo tego członkowie Towarzystwa nadal zasilali pismo rozprawami i wiadomościami gospodarczymi. Ze względu jednak na fakt iż większe objętościowo tekstu nie mogły się ukazywać w "Czasie" postanowiono wydawać osobne pismo. Tym bardziej że było to zapisane od 1845 w statucie stowarzyszenia w którym zobowiązywano się do wydawania dziennika " dla obeznawiania ziemian z nauką gospodarską i podawania do ich wiadomości wszelkich odkryć i wynalazków dla zawodu rolniczego". Szybko się to stało jedną z  podstawowych form działalności stowarzyszenia. W rezultacie starań jego Komitetu wydawano kolejno: "Rocznik c. k. Towarzystwa Gospodarczo-Rolniczego Krakowskiego" (1851-1853), "Tygodnik Rolniczo-Przemysłowy" (1854-1862), "Dziennik Rolniczy" (1862-1870) i „Tygodnik Rolniczy” (1884-1939). Wydawano także broszury dla rolników, organizowano wykłady i wystawy rolnicze, sprowadzano bydło zarodowe. Z inicjatywy Towarzystwa w 1860 otwarto Szkołę Rolniczą w Czernichowie.
W 1919 roku organizacja wraz z Towarzystwem Kółek Rolniczych we Lwowie weszła w skład Małopolskiego Towarzystwa Rolniczego w Krakowie.

## Władze Towarzystwa
Towarzystwem kierował Komitet złożony z prezesa, wiceprezesa, od 1884 dwóch wiceprezesów, od 1895 trzech wiceprezesów, sekretarza, kasjera, archiwisty i od 5 do 15 członków. Prezesami Towarzystwa byli: Wincenty Darowski (1845-1851), Adam Potocki (1851-1852), Piotr Michałowski (1853-1854), Michał Badeni (1855-1860), Henryk Wodzicki (1861-1884), Jan Tarnowski (1885-1886), Artur Potocki (1887-1889), Eustachy Sanguszko (1890), Jan Tarnowski (1891-1894), Franciszek Mycielski (1894-1899), Andrzej Potocki (1900-1902), Zdzisław Tarnowski (1903-1914). Wiceprezesami Towarzystwa byli: Wincenty Darowski (1851-1852), Michał Badeni (1853-1854), Henryk Wodzicki (1855-1860), Franciszek Paszkowski (1861-1875), Józef Badeni (1876-1878), Mieczysław Pawlikowski (1879-1883), Jan Tarnowski (1884), Jan Alfons Lippoman (1884), Władysław Struszkiewicz (1885-1891), Marian Dydyński (1892-1893), Stanisław Homolacs (1885-1897), Józef Milewski (1894-1897), Andrzej Potocki (1898-1899), Antoni Wodzicki (1898-1902), Stefan Konopka (1900-1902), Stanisław Dąmbski (1903), Józef Milewski (1904-1907), Aleksander Dąmbski (1908), Karol Czecz de Lindenwald (1895-1911), Jan Konopka (1909-1911), Władysław Długosz (1912-1914), Stanisław Konopka (1912-1914), Julian Nowak (1912-1914).
W latach 1900–1901 prezesem honorowym był Franciszek Mycielski.

## Źródła do dziejów Towarzystwa
- Alfons Jan Lippoman, Pamiętnik Towarzystwa Rolniczego Krakowskiego za czas od r. 1845 do r. 1895, Kraków 1898,  Dolnośląska Biblioteka Cyfrowa – wersja elektroniczna
- Sprawozdanie C. K. Towarzystwa Rolniczego Krakowskiego oraz Towarzystw Pokrewnych za rok 1905, Kraków 1906, Podkarpacka Biblioteka Cyfrowa – wersja elektroniczna
- Sprawozdanie C. K. Towarzystwa Rolniczego Krakowskiego oraz Towarzystw Pokrewnych za rok 1906, Kraków 1907, Podkarpacka Biblioteka Cyfrowa – wersja elektroniczna
- Sprawozdanie C. K. Towarzystwa Rolniczego Krakowskiego oraz Towarzystw Pokrewnych za rok 1907, Kraków 1908, Podkarpacka Biblioteka Cyfrowa – wersja elektroniczna
- Sprawozdanie C. K. Towarzystwo Rolniczego Krakowskiego oraz Towarzystw Pokrewnych za rok 1908, Kraków 1909, Podkarpacka Biblioteka Cyfrowa – wersja elektroniczna
- Sprawozdanie C. K. Towarzystwa Rolniczego Krakowskiego oraz Towarzystw Pokrewnych za rok 1909, Kraków 1910, Podkarpacka Biblioteka Cyfrowa – wersja elektroniczna
- Sprawozdanie C. K. Towarzystwa Rolniczego Krakowskiego oraz Towarzystw Pokrewnych za rok 1911, Kraków 1912, Podkarpacka Biblioteka Cyfrowa – wersja elektroniczna
- Sprawozdanie C. K. Towarzystwa Rolniczego Krakowskiego oraz Towarzystw Pokrewnych za rok 1912, Kraków 1913, Podkarpacka Biblioteka Cyfrowa – wersja elektroniczna
- Sprawozdanie C. K. Towarzystwa Rolniczego Krakowskiego oraz Towarzystw Pokrewnych za rok 1913, Kraków 1914, Podkarpacka Biblioteka Cyfrowa – wersja elektroniczna
- "Rocznik c. k. Towarzystwa Gospodarczo-Rolniczego Krakowskiego" (1851-1853)
- "Tygodnik Rolniczo-Przemysłowy" (1854-1862) Wielkopolska Biblioteka Cyfrowa – wersja elektroniczna
- "Dziennik Rolniczy" (1862-1869) Wielkopolska Biblioteka Cyfrowa – wersja elektroniczna
- "Tygodnik Rolniczy" (1884-1907) Jagiellońska Biblioteka Cyfrowa – wersja elektroniczna